# Haralson
Haralson es un pueblo ubicado en el condado de Coweta en el estado estadounidense de Georgia. En el censo de 2000, su población era de 144.

## Demografía
En el 2000 la renta per cápita promedia del hogar era de $37,500, y el ingreso promedio para una familia era de $39,167. El ingreso per cápita para la localidad era de $16,346. Los hombres tenían un ingreso per cápita de $33,750 contra $23,125 para las mujeres.

## Geografía
Haralson se encuentra ubicado en las coordenadas 33°13′36″N 84°34′11″O / 33.22667, -84.56972 (33.226581, -84.569696).
Según la Oficina del Censo, la localidad tiene un área total de 1,8 km² (0,7 mi²), de la cual 1,8 km² (0,7 mi²) es tierra y 0 km² (0 mi²) (0.00%) es agua.